# 由良COLORS
『由良COLORS』（ゆらカラーズ）は、藤堂裕による日本の漫画作品。実在の漁師町、兵庫県洲本市由良を題材として描かれている。『ヤングキング』（少年画報社）にて2007年から2009年まで連載。単行本はヤングキングコミックスより既刊4巻で、5巻のみ作者自らの自費出版としていたが、完全版がKADOKAWAのビームコミックスより全6巻刊行された。完全版ではカバーイラストが描きおろされ、単行本未収録作品が収録されている。

## あらすじ
兵庫県は淡路島の南東に位置する小さな漁師町、由良（ゆら）に生まれた、あどにゃーら（由良弁で「アホ達」）が巻き起こす青春カントリーグラフィティ。

## 登場人物
カンミ
漁師の息子。童貞。乗り物酔いがひどく、島から一歩も出たことがない。本編主人公。
タカラ
プロレスラー志望6年目の熱すぎるカンミの幼なじみ。
ヨシ
「あどにゃ〜ら」の良識人。次期工場長であり由良で唯一のヤマンバギャル、CHI★と同棲６年目。
タケ
語尾に「ニャー」をつける何を考えているかよくわからない不思議な男。ブログ「タケちゃん寝るzzz」をやっている。
タマコ
由良の老舗銭湯「うみの湯」3代目。カンミとは幼なじみで、その仲が気になるところ。
シローはん
由良の生き神様。「だっこちゃんのてるおぉ〜！」と意味不明の言葉を叫ぶ。
チカ様
「あどにゃ〜ら」の中学時代のアイドル。だが現在は「ウミウシ」と言われるような容姿に。スナック勤務。
CHI★
淡路島No.1ヤマンバギャル。男勝りの仕事人間。スッピンは鯉。
ワカ
サバイバルゲームで「あどにゃ〜ら」を倒すことに人生をかけるフリーター。
神楽坂紅葉
突如、由良にやってきてチカ様のことをお姉様と呼び、カンミに「会いたかった」という天女様のような美女。

## 書誌情報
- 藤堂裕 『由良COLORS』 少年画報社〈ヤングキングコミックス〉、既刊4巻（2009年5月27日現在）
  1. 2008年6月9日発売、ISBN 978-4-7859-2973-2
  2. 2008年9月26日発売、ISBN 978-4-7859-3032-5
  3. 2009年2月25日発売、ISBN 978-4-785-93114-8
  4. 2009年5月27日発売、ISBN 978-4-7859-3164-3
- 藤堂裕 『由良COLORS』 KADOKAWA〈ビームコミックス〉、全6巻
  1. 2019年9月19日発売[1][3]、ISBN 978-4-04-735767-9
  2. 2019年9月19日発売[1][4]、ISBN 978-4-04-735768-6
  3. 2019年10月12日発売[5]、ISBN 978-4-04-735773-0
  4. 2019年10月12日発売[6]、ISBN 978-4-04-735774-7
  5. 2019年11月26日発売[7][8]、ISBN 978-4-04-735822-5
  6. 2019年11月26日発売[7][2]、ISBN 978-4-04-735823-2